# Un delitto d'onore
Un delitto d'onore è un romanzo di Giovanni Arpino del 1960. Il libro è arrivato secondo nella finale del Premio Strega 1961, vinto da Raffaele La Capria. È stato tradotto in numerose lingue straniere.

## Trama

### Parte prima
Gaetano Castiglia, trentanove anni, è un medico di ricca famiglia, ha studiato anche a Boston, ma non esercita. Vive a Montrone, nell'Avellinese, con la madre Maddalena, mentre il padre Vincenzo è morto da tempo. Gaetano è innamorato di Sabina, di appena diciassette anni, conosciuta per caso durante una processione. La madre è contraria all'unione, perché Sabina, orfana, è povera e non istruita, e ha lavorato in un'osteria gestita da una zia. Gaetano si intestardisce e fa di tutto per far accettare Sabina alla madre. È molto geloso e si preoccupa che Sabina possa avere fatto cattive esperienze all'osteria, frequentata da contadini e ubriaconi. Per preparare il matrimonio manda Sabina a vivere da un'altra zia nel vicino paese di Atripalda, le impone di imparare a leggere e a scrivere e a comportarsi con finezza, non vuole che abbia rapporti con altre persone di bassa estrazione.

### Parte seconda
Si celebra il matrimonio. La prima notte di nozze, in un albergo di Napoli, Gaetano si accorge che Sabina non è vergine. Lei cerca di negare, poi è costretta a raccontare di alcuni rapporti con Vincenzo Carbone, che ora è ufficiale a Torino. Dapprima lui l'aveva presa con la forza in una stalla, poi lei si era convinta a rivederlo in casa sua, perché la sorella del Carbone, Elena, le aveva fatto promesse di matrimonio, poi non mantenute. Gaetano decide di tornare a Montrone. La notte seguente uccide Sabina tagliandole la gola con un rasoio, poi si reca da Elena, che gestisce un negozio, e la uccide a revolverate; infine si consegna ai carabinieri

### Parte terza
La madre di Gaetano decide di affidare la difesa al grande avvocato napoletano Gioacchino Russo, che viene contattato con difficoltà dall'avvocato avellinese Colantuoni e dallo zio di Gaetano, il sacerdote don Alfonso. Russo accetta la difesa, che vuole impostare sul tema della grave difesa all'onore. Va a conoscere la madre di Gaetano e qui apprende da don Alfonso che i fascisti vogliono aiutare Gaetano, al quale avevano offerto il posto di sindaco: Russo, un convinto liberale, dice che non farà alcun patto con i fascisti, ma accetterà ogni aiuto che può venire da loro. Poi comincia a preparare il processo, facendosi procurare da Colantuoni, che spesso maltratta, l'elenco dei possibili testimoni, per sapere se hanno amanti, se sono traditi dalle mogli, e così via, per capire chi è meglio convocare. Cerca anche l'aiuto della stampa: alcuni giovani avellinesi vorrebbero fondare un giornale, e Russo li consiglia di rivolgersi per un finanziamento alla madre di Gaetano. Come ultimo atto, Russo si reca a visitare Gaetano, il quale è in carcere è attende con serenità il processo: le meditazioni degli ultimi giorni, dice, lo hanno profondamente trasformato. Di fronte alla passività di Gaetano, Russo perde il controllo e lo costringe a giurare di essere convinto di avere fatto giustizia, poiché è convinto che con questa linea Gaetano se la caverà con poco o nulla e presto sarà libero, nonostante molti magistrati stiano insorgendo contro le pene troppo miti inflitte a chi si macchi di delitti d'onore. Quindi Russo se ne va, promettendo a Gaetano che presto sarà sindaco, («Se lo vorranno. Se insisteranno...», è la replica di Gaetano) e sentendosi intimamente più solido e molto soddisfatto, con un gusto pieno di trionfo che lo pervade.

## Edizioni
- Giovanni Arpino, Un delitto d'onore, A. Mondadori, Milano 1961
- Giovanni Arpino, Un delitto d'onore, Introduzione di Giulio Nascimbeni, A. Mondadori, Milano 1965
- Giovanni Arpino, Opere scelte, a cura e con un saggio introduttivo di Rolando Damiani A. Mondadori, Milano 2009

## Dal romanzo al film
Dal romanzo il regista Pietro Germi, coadiuvato dai suoi fidi collaboratori Ennio De Concini e Alfredo Giannetti, s'è liberamente ispirato per il soggetto del suo film Divorzio all'italiana del 1961, che ha adattato e trasformato in commedia, ambientandola in epoca a lui contemporanea presso un paesino immaginario del catanese, ritraendovi la mentalità e le pulsioni di una certa Sicilia di provincia, col proposito d'evidenziare due situazioni di arretratezza legislativa dell'Italia dell'epoca: la mancanza di una legge sul divorzio (che arriverà solo nel 1970), e soprattutto l'anacronistico articolo 587 del codice penale che regolava il delitto d'onore, abolito soltanto venti anni dopo. L’effettiva trasposizione cinematografica del romanzo avviene nel 1974 con il film a episodi Verginità.